# Têche
Pour les articles homonymes, voir Têche (homonymie).
Têche est une commune française située dans le département de l'Isère en région Auvergne-Rhône-Alpes. Elle fait partie de la communauté de communes de Saint-Marcellin Vercors Isère Communauté.

## Géographie

### Situation et description
La commune, à l'aspect essentiellement rural, est située dans la basse vallée de l'Isère, dans la partie occidentale du département de l'Isère, entre les agglomérations de Grenoble et de Valence.

### Climat
Pour des articles plus généraux, voir Climat d'Auvergne-Rhône-Alpes et Climat de l'Isère.
En 2010, le climat de la commune est de type climat des marges montargnardes, selon une étude du Centre national de la recherche scientifique s'appuyant sur une série de données couvrant la période 1971-2000. En 2020, Météo-France publie une typologie des climats de la France métropolitaine dans laquelle la commune est exposée à un climat de montagne ou de marges de montagne et est dans la région climatique  Alpes du nord, caractérisée par une pluviométrie annuelle de 1 200 à 1 500 mm, irrégulièrement répartie en été. 
Pour la période 1971-2000, la température annuelle moyenne est de 12 °C, avec une amplitude thermique annuelle de 17,9 °C. Le cumul annuel moyen de précipitations est de 994 mm, avec 9,4 jours de précipitations en janvier et 6,3 jours en juillet. Pour la période 1991-2020, la température moyenne annuelle observée sur la station météorologique de Météo-France la plus proche, « Chatte_sapc », sur la commune de Chatte à 9 km à vol d'oiseau, est de 12,0 °C et le cumul annuel moyen de précipitations est de 967,8 mm,. Pour l'avenir, les paramètres climatiques de la commune estimés pour 2050 selon différents scénarios d'émission de gaz à effet de serre sont consultables sur un site dédié publié par Météo-France en novembre 2022.

### Voies de communication
La gare ferroviaire la plus proche est la gare de Vinay, située sur la ligne de Valence à Moirans. Cette dernière passe sur la commune notamment par le tunnel de Têche.
L’autoroute A49 qui traverse le territoire de la commune est une voie routière à grande circulation, qui relie Romans (Valence) à Grenoble. Elle a été mise en service définitivement en 1992.

## Urbanisme

### Typologie
Au 1er janvier 2024, Têche est catégorisée commune rurale à habitat dispersé, selon la nouvelle grille communale de densité à sept niveaux définie par l'Insee en 2022.
Elle appartient à l'unité urbaine de Saint-Marcellin, une agglomération intra-départementale regroupant huit  communes, dont elle est une commune de la banlieue,,. Par ailleurs la commune fait partie de l'aire d'attraction de Grenoble, dont elle est une commune de la couronne,. Cette aire, qui regroupe 204 communes, est catégorisée dans les aires de 700 000 habitants ou plus (hors Paris),.

### Occupation des sols
L'occupation des sols de la commune, telle qu'elle ressort de la base de données européenne d’occupation biophysique des sols Corine Land Cover (CLC), est marquée par l'importance des territoires agricoles (57 % en 2018), une proportion identique à celle de 1990 (57 %). La répartition détaillée en 2018 est la suivante : 
forêts (40,3 %), cultures permanentes (29,9 %), zones agricoles hétérogènes (27,2 %), eaux continentales (2,7 %). L'évolution de l’occupation des sols de la commune et de ses infrastructures peut être observée sur les différentes représentations cartographiques du territoire : la carte de Cassini (XVIIIe siècle), la carte d'état-major (1820-1866) et les cartes ou photos aériennes de l'IGN pour la période actuelle (1950 à aujourd'hui).

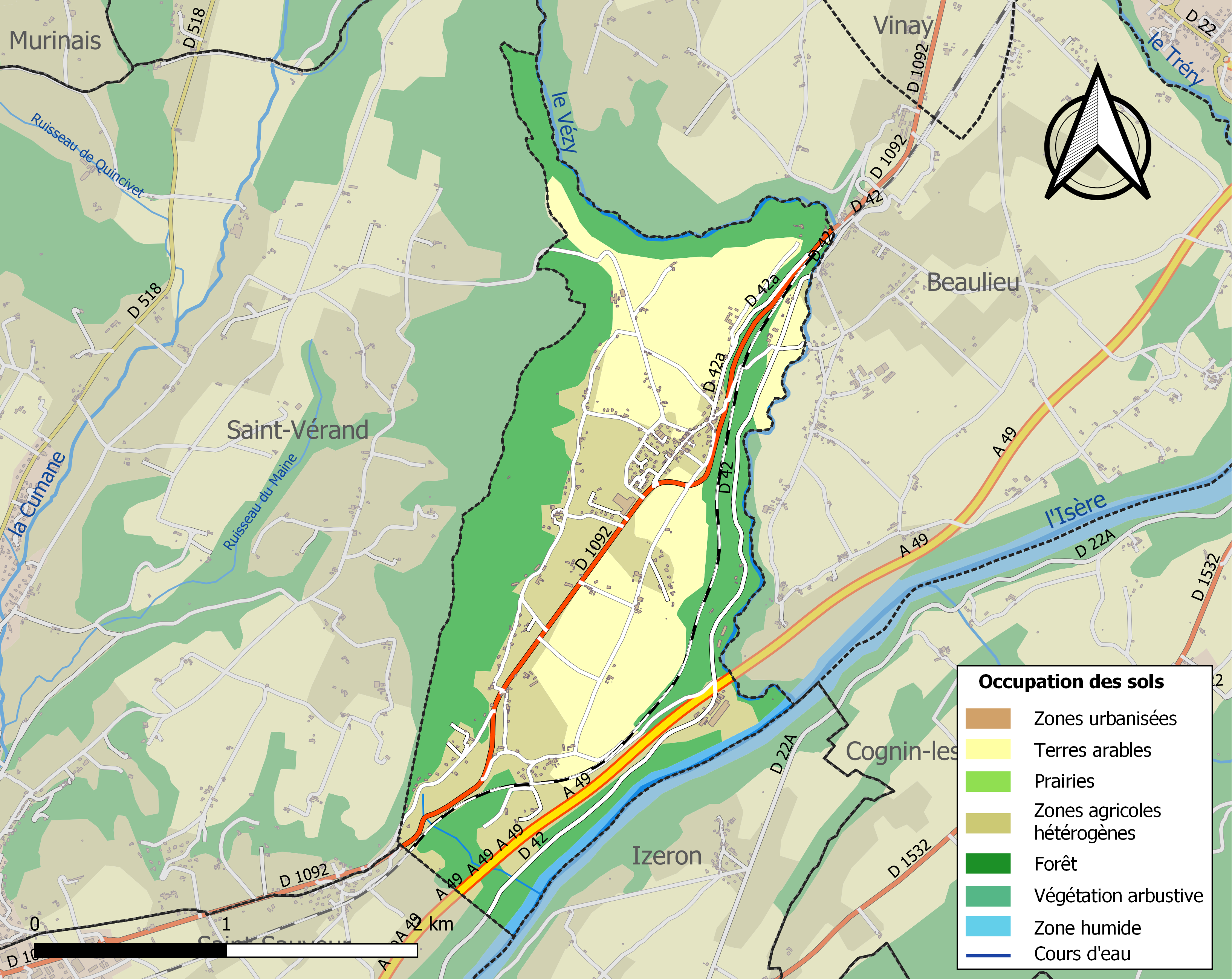
Carte des infrastructures et de l'occupation des sols de la commune en 2018 (CLC).

### Risques naturels et technologiques

#### Risques sismiques
L'ensemble du territoire de la commune de Têche est situé en zone de sismicité n°4 (sur une échelle de 1 à 5), en limite de la zone n°3 qui se situe au nord-ouest du territoire communal.
| Type de zone | Niveau            | Définitions (bâtiment à risque normal) |
| ------------ | ----------------- | -------------------------------------- |
| Zone 4       | Sismicité moyenne | accélération = 1,6 m/s2                |

## Histoire

### Antiquité
Durant la période antique, la vallée de l'Isère et le nord de l'actuel département de l'Isère est progressivement occupée par les Allobroges, peuple gaulois venu du nord de l'Italie et d'Helvétie, conquis par Rome. Ils développent une civilisation métissée avec les peuples vivant sur place, civilisation marquée par l'agriculture et la métallurgie.
En 121 av. J.-C., les Allobroges, alliés aux Salluviens et aux Arvernes, se levèrent de nouveau en masse contre les Romains alliés aux Eduens. Une première bataille fut gagnée par le proconsul Gnaeus Domitius, puis une deuxième bataille, lors de laquelle les Eduens sont alliés des Allobroges, des Salluviens et des Arvernes est livrée au confluent du Rhône et de l'Isère, à quelques kilomètres à l'ouest du territoire communal. La victoire romaine du proconsul Fabius Maximus permit aux Romains une conquête du pays des Allobroges, et son incorporation à la province romaine de la Narbonnaise.

### Époque contemporaine
La commune de Têche-et-Beaulieu a été supprimée en 1881, au profit de deux nouvelles communes qui sont créées sur son territoire.

## Politique et administration

### Liste des élus
| Période                                  | Période   | Identité            | Étiquette | Qualité       |
| ---------------------------------------- | --------- | ------------------- | --------- | ------------- |
| mars 2001                                | mars 2014 | Robert Caniffi      |           |               |
| mars 2014                                | 2020      | Denis Falque        | SE        | Fonctionnaire |
| 2020                                     | En cours  | Philippe Charbonnel |           |               |
| Les données manquantes sont à compléter. |           |                     |           |               |

## Population et société

### Démographie
Ses habitants sont appelés les  Téchois .
L'évolution du nombre d'habitants est connue à travers les recensements de la population effectués dans la commune depuis 1793. Pour les communes de moins de 10 000 habitants, une enquête de recensement portant sur toute la population est réalisée tous les cinq ans, les populations de référence des années intermédiaires étant quant à elles estimées par interpolation ou extrapolation. Pour la commune, le premier recensement exhaustif entrant dans le cadre du nouveau dispositif a été réalisé en 2006.

En 2022, la commune comptait 599 habitants, en évolution de +4,36 % par rapport à 2016 (Isère : +3,07 %, France hors Mayotte : +2,11 %).
| 1793 | 1800 | 1806 | 1821  | 1831  | 1836  | 1841  | 1846  | 1851  |
| ---- | ---- | ---- | ----- | ----- | ----- | ----- | ----- | ----- |
| 791  | 888  | 990  | 1 036 | 1 054 | 1 136 | 1 098 | 1 091 | 1 126 |

| 1856  | 1861  | 1866  | 1872  | 1876 | 1881 | 1886 | 1891 | 1896 |
| ----- | ----- | ----- | ----- | ---- | ---- | ---- | ---- | ---- |
| 1 112 | 1 085 | 1 075 | 1 001 | 934  | 376  | 382  | 372  | 375  |

| 1901 | 1906 | 1911 | 1921 | 1926 | 1931 | 1936 | 1946 | 1954 |
| ---- | ---- | ---- | ---- | ---- | ---- | ---- | ---- | ---- |
| 378  | 354  | 330  | 280  | 288  | 305  | 318  | 301  | 286  |

| 1962 | 1968 | 1975 | 1982 | 1990 | 1999 | 2006 | 2011 | 2016 |
| ---- | ---- | ---- | ---- | ---- | ---- | ---- | ---- | ---- |
| 293  | 286  | 301  | 387  | 484  | 493  | 505  | 571  | 574  |

| 2021 | 2022 | - | - | - | - | - | - | - |
| ---- | ---- | - | - | - | - | - | - | - |
| 591  | 599  | - | - | - | - | - | - | - |

### Enseignement
La commune est rattachée à l'académie de Grenoble.

### Médias
Le quotidien régional historique des Alpes, distribué dans la commune, est Le Dauphiné libéré. Celui-ci consacre, chaque jour, y compris le dimanche, dans son édition locale, un ou plusieurs articles à l'actualité du canton, ainsi que des informations sur les éventuelles manifestations locales, les travaux routiers, et autres événements divers à caractère local au niveau de la commune.

### Cultes
La communauté catholique et l'église de Têche (propriété de la commune) sont rattachées à la paroisse Saint-Joseph-des-deux-rives, elle-même rattachée au diocèse de Grenoble-Vienne.

## Culture et patrimoine

### Lieux et monuments
- L'Église paroissiale de l'Assomption-de-Notre-Dame[22].

### Arts et musiques folkloriques
Le groupe folklorique Sarreloups, créé aux alentours de 1975, participe dans le sud Grésivaudan à la perpétuation des costumes et danses locales.

### Personnalités liées à la commune
- Léa Blain, née le 22 février 1923 à Têche et morte le 1er août 1944 à Villard-de-Lans, est une résistante française.
- Claude-Marie Dubuis, né le 8 mars 1817 à Coutouvre (Loire) et mort le 22 mai 1895 à Vernaison (Rhône), est un évêque catholique français ayant habité la commune.
- Robert Poujade, né le 6 mai 1928 à Moulins et mort le 8 avril 2020 à Paris, est un homme politique français inhumé dans la commune.

### Héraldique
|  | Têche possède des armoiries dont l'origine et le blasonnement exact ne sont pas disponibles. |